# Lithocarpus chifui
Lithocarpus chifui là một loài thực vật có hoa trong họ Cử. Loài này được Chun & Tsiang mô tả khoa học đầu tiên năm 1947.